# بندرشناس (مغوية)
بندرشناس (بالفارسية: بندرشناس) هي قرية تقع في إيران في الناحية المركزية. يقدر عدد سكانها بـ 2400 نسمة.وهم من عرب فارس ويتحدثون في الاغلب اللغة العربيه مع الفارسيه 